# Eiji Okabe
Pour les articles homonymes, voir Okabe (homonymie).
Eiji Okabe (岡部 英二, Okabe Eiji) est un animateur japonais, créateur de la série télévisée d'animation japonaise Boumbo, en 1985.

## Biographie
Il travaille principalement en tant que directeur technique sur plusieurs séries d'animation japonaises entre 1965 et 1989 telles que Kaibutsu-kun (en) en 1968, Les Attaquantes entre 1969 et 1971, Akado Suzunosuke en 1972, Dokonjo Gaeru (en) en 1972, Karate Baka Ichidai en 1973, Hajime Ningen Gardles en 1974, Hajime ningen Gyatoruzu (en) en 1975, Dokaben en 1976, Charlotte en 1977, Yakyū-kyō no Uta (en) en 1977, Oyukiyama no Yusha Ha-o en 1978, Anne no Nikki: Anne Frank Monogatari (en) en 1979, Paul le pêcheur en 1980, Cœur en 1981, Aesop's Fables en 1983, Boumbo en 1985 et Seton Dobutsuki en 1989.